# 하승완
하승완(河昇完, 1951년 8월 28일~)는 대한민국의 변호사, 대학교수 출신 정치인이다. 제40·41대 전라남도 보성군수(민선 2·3기, 1998~2006)를 지냈다. 전라남도 보성군 회천면 출신이다.

## 학력
- 1963.02 보성회천동국민학교 졸업
- 1982중·고등학교 졸업학력 검정고시(합격)
- 1988 조선대학교 법학대학 법학과 졸업
- 1992 광주대학교 경상대학원 법학 석사 졸업
- 1996~1999 조선대학교 대학원 법학 박사 수료

## 경력
- 1963~1978 보성·서울·인천·포항·대구·울산 등에서 일용노동등에 종사
- 1977 법원서기보 공채시험 합격
- 1979 제3회 법원사무관 공채시험 합격
- 1978~1988 광주지방 고등법원 근무(법원사무관,구례,곡성,나주등기소장통)
- 1988 제30회 사법시험에 합격
- 1991 제20기 사법연수원 수료
- 1991 변호사 광주 개업
- 1992 광주광역시 선거관리위원회 위원
- 1995 광주광역시 남구 인사위원회 위원
- 1995 공직자 윤리위원회 위원
- 1997 새정치국민회의 전남도당지부 고문변호사
- 1997 아시아·태평양평화재단 광주 서구 지부 운영위원
- 1997 광주지방변호사회 감사
- 1998 조선대학교 법과대학 형사소송법 강사
- 1998.07~2002.06 제40대 전라남도 보성군수
- 1999~2004 조선대학교 겸임교수
- 2002.07~2006.06 제41대 전라남도 보성군수
- 2005~초당대학교 겸임교수
- 더불어민주당 중앙당 대의원
- 2017.04.17 국민의당 입당

## 수상
- 2005 "문학춘추" 제48회 신인문학상 수필

## 역대 선거 결과
|  | 51.20% |

|  | 56.76% |

|  | 39.97% |

|  | 0% |

|  | 42.81% |